# South Dundas
South Dundas est une municipalité située dans les comtés unis de Stormont, Dundas et Glengarry dans l'Est de l'Ontario au Canada le long du fleuve Saint-Laurent. Le canton (township) est créé le 1er janvier 1998 par la fusion des cantons de Matilda et de Williamsburg ainsi que des villages d'Iroquois et de Morrisburg. South Dundas est situé à environ 100 km au sud d'Ottawa entre Kingston et Montréal. Selon le recensement du Canada de 2011, la municipalité a une population de 10 794 habitants.

## Toponymie
Le comté de Dundas a été nommé ainsi en 1792 en l'honneur de Henry Dundas qui était le Lord Avocat pour l'Écosse et le Secrétaire colonial à l'époque.

## Localités
En plus des villages d'Iroquois et de Morrisburg, le canton de South Dundas comprend les hameaux suivants : Archer, Beckstead, Boucks Hill, Brinston, Dixons Corners, Dunbar, Dundela, Elma, Froatburn, Glen Becker, Glen Stewart, Grantley, Haddo, Hanesville, Hoosic, Hulbert, Irena, Mariatown, Muttonville, New Ross, Nudell Bush, Oak Valley, Orchardside, Riverside Heights, Rowena, The Sixth, Stampville, Straders Hill, Toyes Hill, Williamsburg et Winchester Springs.

## Démographie
| 2001   | 2006   | 2011   | 2016   |
| ------ | ------ | ------ | ------ |
| 10 783 | 10 535 | 10 794 | 10 833 |

## Annexe